# Eriophorum polystachiovaginatum
Eriophorum polystachiovaginatum là loài thực vật có hoa trong họ Cói. Loài này được Beauverd mô tả khoa học đầu tiên năm 1937.